# Dean Benedetti

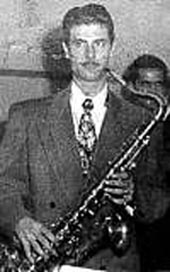

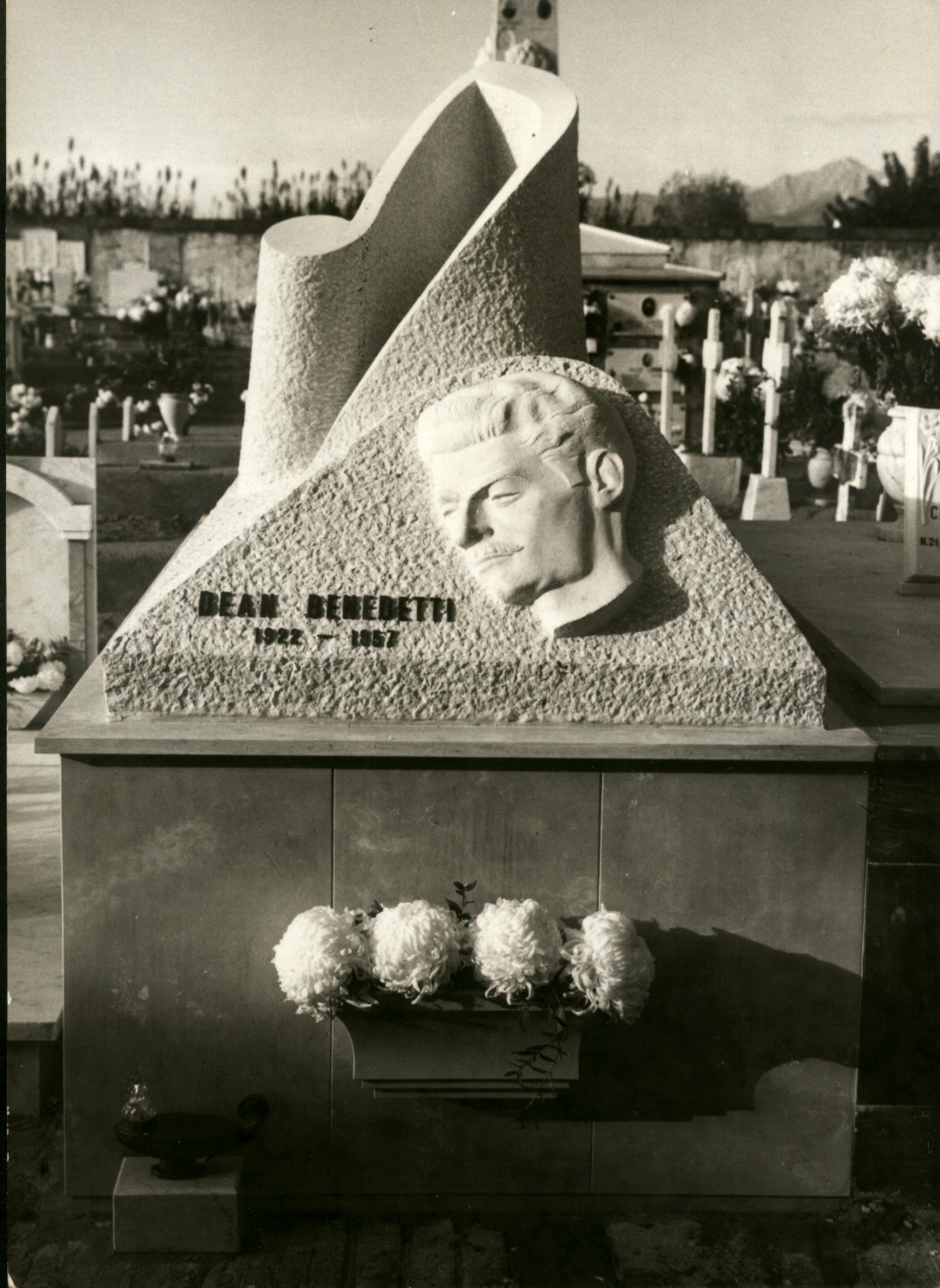
Tumba del músico de jazz Dean Benedetti en Torre del Lago (Italia)

Dean Benedetti (Ogden, 28 de junio de 1922 - Torre del Lago, 20 de enero de 1957) fue un saxofonista y compositor estadounidense de origen italiano, conocido por las grabaciones aficionadas que hizo de Charlie Parker, cuando este tocaba en vivo. 

## Biografía
Alipio Benedetti Dino, más conocido como «Dean», nació el 28 de junio de 1922 en Ogden (Utah, Estados Unidos). Fue hijo de Amedeo Benedetti, un emigrante de Torre del Lago que, en los Estados Unidos, se hizo capataz de los ferrocarriles Southern Pacific. No se poseen datos de su madre. 
Desde temprana edad, demostró interés por la música, cursando estudios regulares antes de ingresar a la Universidad de Nevada a los dieciocho años, donde destacó en béisbol y baloncesto. Para sus estudios universitarios, se mudó a Reno con su hermano Rigoletto y comenzó a tocar el saxofón y la trompeta. En 1943, se trasladó a Los Ángeles con su esposa Beverly. Allí comenzó a tocar profesionalmente y formó su propia orquesta, los «Dean Benedetti's Baron of Rhythm», que incluía a Jimmy Knepper, un trombonista que luego se haría famoso con Charles Mingus. Durante este período, Dean tocaba el saxofón siguiendo el estilo de Coleman Hawkins antes de enamorarse del estilo de Lester Young. 
En 1945 conoció a Charlie Parker. El encuentro lo impactó profundamente y comenzó a dedicar tiempo al estudio de sus discos comerciales de 78 revoluciones. Transcribía sus improvisaciones y gradualmente incorporó las innovadoras ideas armónicas, rítmicas y melódicas de Parker a su propio estilo interpretativo.Transformó su propia orquesta en un grupo de bebop y entre 1947 y 1948 se dedicó a seguir a Parker por clubes nocturnos de Los Ángeles y Nueva York. 
Durante 18 noches grabó exclusivamente sus solos en vinilo con un cortador de discos portátil de Sears, aunque luego empleó una primitiva grabadora de carrete a carrete. Cuando Parker llegó a tocar en California en 1946, Benedetti lo grabó en numerosas ocasiones. Poco después del internamiento de Parker durante seis meses en el Hospital Estatal de Camarillo debido al abuso de heroína y alcohol, Benedetti lo grabó en el Hi-de-Ho Club. Cuatro horas de solos de Parker con baja fidelidad, registrados entre el 1 y el 13 de marzo de 1946.
Al año siguiente, Benedetti viajó a Nueva York y grabó a Parker en una noche de marzo en el Three Deuces y, en julio, durante el transcurso de una semana  en el Onyx. Para entonces, Benedetti ya había comenzado a utilizar heroína frecuentemente y mostraba signos de miastenia gravis, una rara enfermedad muscular degenerativa.
Benedetti únicamente grababa las intervenciones de Parker, dejando el resto de las canciones por fuera. En el instante en que el saxofonista comenzaba un solo, las máquinas empezaban a grabar, pero se detenían en cuanto las intervenciones de Parker terminaban. En total, grabó 461 fragmentos, algunos de solo 20 segundos. 
Tras su muerte, las grabaciones quedaron en manos de su hermano Rigoletto. Cuatro décadas más tarde fueron restauradas por el ingeniero de sonido y autoridad en Parker, Phil Schaap. En 1987 Charlie Lourie, de Mosaic, compró las grabaciones por $15 000.

## Muerte
A partir de 1947 Dean empezó a experimentar síntomas de miastenia grave, una enfermedad que finalmente lo llevaría a la muerte.
En 1953 regresó con su familia a Torre del Lago con la intención de recibir tratamiento. Los lugareños lo apodaron, con cierta falta de respeto, «El bandolero fatigado», ya que debido a los efectos devastadores de la enfermedad crónica se movía cada vez con más dificultad y lentitud. Desgastado físicamente, falleció el 20 de enero de 1957 a la edad de 34 años, al igual que su ídolo Bird. Sus restos yacen en el cementerio de la localidad.
Vivió por y para la música hasta el final, enseñando y escribiendo arreglos, entre otras cosas, incluso para Renato Carosone. Dejó transcripciones de solos de jazz, así como notas y borradores de composiciones nunca terminadas.

## Dean Benedetti Jazz Festival
El Dean Benedetti Jazz Festival es una manifestación de música de jazz nació el año 2000 en el Torre del Lago Puccini, dedicado a la memoria del saxofonista italiano-americano. Se lleva a cabo principalmente en verano.